# World Federation of Right to Die Societies
La World Federation of Right to Die Societies est la fédération internationale des associations qui promeuvent l'accès volontaire à l'euthanasie.
Fondée en 1980, elle est constituée de plus de 46 associations dans 27 pays. Elle organise la rencontre officielle internationale sur l'accompagnement à la mort.